# Gary Francione
Gary Francione   (Nova York, 24 de maig de 1954) és professor de Dret i Filosofia a la Universitat Rutgers de Nova Jersey. Va ser el fundador i director del Rutgers Animal Rights Law Centre. És especialista en drets dels animals i un dels pioners en la teoria abolicionista de drets dels animals no humans. Considera que el moviment reformista pel benestar dels animals no humans és erroni en la teoria i la pràctica, ja que els animals són en l'actualitat considerats com una propietat més. Francione considera que el moviment abolicionista ha de tenir una línia de demarcació moral en el veganisme, rebutjant el consum de qualsevol producte d'origen animal. Els seus treballs sobre els animals s'han centrat en tres temes: (1) l'estatus dels animals no humans com a propietat, (2) les diferències entre drets dels animals i benestar animal, i (3) una teoria dels drets dels animals basada en la sola sintiencia.

## L'estatus dels animals com a propietat
A Animals, Property, and the Law (1995), Francione argumenta que, a causa que els animals no humans siguin propietat dels humans, les lleis que suposadament requereixen un tractament humà i prohibeixen infringir dany innecessari no proveeixen cap nivell significant de protecció per als interessos dels animals no humans. Majoritàriament aquestes lleis i regulacions requereixen sol que els animals no humans rebin el nivell de protecció que cal per al seu ús com a propietat humana. Els animals no humans sol tenen valors com a comoditats, i els seus interessos no són tinguts en compte en un sentit moral. Com a resultat d'això, malgrat haver-hi lleis que suposadament protegeixen els animals no humans, Francione considera que tractem els animals no humans d'una manera que seria considerada tortura si els humans la sofrissin. Finalment, Francione afegeix que hi ha una sèrie de poders legals, socials i econòmics oposats a reconèixer els interessos dels animals no humans llevat que això suposi un benefici econòmic per a les persones.

## Les diferències entre drets dels animals i benestar animal
A Rain Without Thunder: The Ideology of the Animal Rights Movement (1996), Francione explica que hi ha diferències significatives en la teoria i la pràctica entre els drets dels animals (que requereixen l'abolició de l'explotació animal) i el benestar animal (que accepta regular l'explotació per fer-la més humana). La posició abolicionista defensa que no es pot justificar l'ús d'animals no humans, mentre que l'actitud regulacionista accepta que l'ús en determinades circumstàncies és acceptable.
Francione denomina neobenestaristes a qui defensen els drets dels animals però recolzen la regulació del benestar animal com un mecanisme per augmentar el reconeixement del valor intrínsec dels animals no humans. Ell considera que l'esmentada actitud és inconsistent, perquè en la pràctica legitima l'ús d'animals no humans i reforça l'esmentat ús, ja que la ciutadania apel·la a l'esmentat tracte ètic per continuar consumint productes d'origen animal.

## Una teoria dels drets dels animals basada en la sola sentencia
A Introduction to Animal Rights: Your Child or the Dog? (2000), Francione defensa que una teoria abolicionista no hauria de requerir que els animals tinguessin característiques cognitives més enllà de la sintiencia per ser considerats membres de la comunitat moral, la qual cosa inclouria el dret bàsic i pre-legal de no ser propietat dels humans. Rebutja la posició que els animals no humans hagin de tenir característiques cognitives similars a les humanes, com el llenguatge, cert desenvolupament intel·lectual o determinada autonomia per tenir el dret a no ser usats. Francione deriva aquest dret del principi d'igual consideració, pel qual manté que si els animals són considerats una propietat, els seus interessos no poden rebre una consideració igual.
En relació amb això, Francione assenyala que les persones viuen en una esquizofrènia moral en la seva relació amb la resta d'animals. Per una part, prenem els interessos dels animals no humans seriosament, fins al punt que moltes persones viuen amb animals que consideren com un membre més de la família, i atribuint-los un valor moral intrínsec. D'altra banda, a causa que els animals no humans són considerats una propietat, les persones empren una infinitat de productes d'origen animal, i només tenen en compte els animals no humans quan suposen un benefici econòmic.

## El moviment pels drets dels animals
La posició de Francione difereix significativament d'altres autors, com Peter Singer, autor d'Animal Liberation. Singer, que és utilitarista, rebutja els drets morals com a matèria general, mentre que accepta la sintiencia com a suficient per a l'estatus moral. Per això, manté que no és important si matem animals no humans o els emprem per als nostres propòsits, sinó que el rellevant és el tracte que se'ls dona. En definitiva, l'ús d'animals no humans no és un problema per a Singer. Mentre que Francione considera que si un ésser és sintiente, això implica que té un interès en una existència continuada.
Francione també es diferencia en la seva actitud de Tom Regan, autor de The Case for Animal Rights i Empty Cages: Facing the Challenge of Animal Rights. Regan defensa una actitud abolicionista, però la limita als animals que tenen característiques cognitives que van més enllà de la sola sintiencia. A part, Regan manté que la mort suposa sempre un dany superior per als humans que per als no-humans. Segons Francione, encara que Regan es distancia de la posició de Singer, l'esmentat aspecte és molt proper a la visió de Singer segons la qual la mort per si mateix no seria un problema per a la majoria de no-humans. A més, Francione assenyala que la nostra incapacitat per comprendre el significat de la mort dels no-humans no significa que un animal sintient no tingui interès en una existència continuada.

## Influència de Gary L. Francione
Gary L. Francione ha exercit una important influència dins del moviment pels drets dels animals, el qual ha portat a diversos activistes i organitzacions a modificar les seves línies d'actuació, i passar a centrar-se en la defensa del veganisme i les crítiques a l'especisme dins d'una línia abolicionista.